# Józef Augustyn Koppa
Józef Augustyn Koppa (ur. 1891 w Hajdukach, Chorzów, data śmierci nieznana) - nauczyciel Szkoły Powszechnej na Klimzowcu - dzielnicy Królewskiej Huty (obecnie Chorzów). Na zebraniu założycielskim KS Ruch wybrany został na pierwszego prezesa klubu. Funkcję piastował od 20 kwietnia do 7 lipca 1920, kiedy zmuszony był ustąpić ze stanowiska. Powodem rezygnacji było służbowe przeniesienie na placówkę do Koźla.